# Walckenaeria breviaria
Walckenaeria breviaria är en spindelart som först beskrevs av Crosby och Bishop 1931.  Walckenaeria breviaria ingår i släktet Walckenaeria och familjen täckvävarspindlar. Inga underarter finns listade i Catalogue of Life.